# Leverikte
Leverikten (Fasciola hepatica) er en parasit, som tilhører ordenen Digenea, da den gennem sin cyklus har mere end én vært. Alle Digenea ikter er endoparasitter i hvirveldyr i det voksne stadie, men vil i visse larvestadier kortvarigt være fritlevende eller endoparasiter i hvirvelløse dyr. Den voksne F. hepatica inficerer leveren og galdegange ved slutværten, som typisk er får, kvæg og mennesker, vha. pytsneglen Lymnaea truncatula som mellemvært. Sygdommen hos inficerede dyr kaldes distomatose.
Den voksne leverikte har en gennemsnitlig længde på 30 mm og en bredde på 13 mm. Leverikten er bladformet og fladtrykt og har en bleg brunlig farve. Den har allerforrest samt fortil på bugsiden en sugeskål, der bruges til at klamre sig fast med. Midt i den forreste sugeskål findes også munden. F. hepatica har en stærkt forgrenet tarm, som ender blindt. F. hepatica er monøcisk, hvilket betyder, at den har begge kønsorganer og derfor individuelt kan producere æg.

## Livscyklus
Da Leverikten kun kan gennemløbe sin livscyklus med pytsneglen som mellemvært, kan der kun leve leverikter, hvor der er pytsnegle. Pytsneglen er tilpasset fugtige områder, som omfatter dræningsgrøfter, områder, der nogle gange er oversvømmede, samt optrådte steder omkring vandtrug. Dog må jorden ikke være sur, som eksempelvis i moser, eller oversvømmes af saltvand. Udbredelsen af F. hepatica er størst mellem marts og december, da leverikten ikke kan udvikle sig ved temperaturer under 10 °C. 
De kønsmodne leverikter findes i leveren og galdegangene hos slutværten, hvor ikten kan producere op til 25.000 æg pr dag. Æggene passerer sammen med galden ind i værtens tarm og frigøres med ekskrementerne. 
- A. Når æggene i vandet separeres fra ekskrementerne, vil de under optimale forhold klækkes inden for to uger, og frigøre cilierede miracidielarver. De frigjorte miracidiaer svømmer rundt og opsøger og trænger via lungehulen ind i pytsneglens lever. Finder de ikke en mellemvært inden for 24 timer, vil de dø.
- B. I sneglen vil larven udvikle og opformere sig aseksuelt som, først sporocyst
- C. Herefter som en redie larve
- D. Endelig som cercariae også kaldet en haleikte. Gennem denne opformering kan én miracidium producere op til 4000 cercariaer.
- E. Cercariaerne trænger ud af sneglen og svømmer indtil de når vegetation. Her smider de halen og sætter sig fast til et græsstrå ved hjælp af den slimkapsel de danner i deres overgang til metacercariaer.
- F. Hvis metacercariaer sammen med vegetationen, inden for et par døgn, indtages af en egnet vært, opløses kapslen af mavesaftens lave pH.
- G. Larven borer sig i løbet af et par dage gennem tolvfingertarmen, til bughulen og videre ind i leveren og kan begynde at optage føde i en periode på 5-6 uger. Herefter vil den bevæge sig ind i galdegangene og udvikle sig til en voksen ikte.

F. hepatica når seksuel modenhed og begynder at producere æg ca. 8-10 uger efter værten inficeres. Den samlede cyklus tager 2-3 tre måneder under optimale forhold. Den voksne F. hepatica kan overleve i mange år.

## Påvirkning af værten
Dyr der inficeres med leverikten bliver syge. Dette skyldes, at levervævet på dyrene beskadiges ved, at leveriktelarverne æder leverceller og derved danner gange i leveren. Endvidere suger de voksne ikter blod i værtens galdegange, hvorved værten får blodmangel. 
Får med kraftige F. hepatica angreb, dvs. angreb med mere end 2000 leveriktelarver, vil dø af skaderne der opstår på levervævet. Ved optagelse af moderate mængder leveriktelarver, dvs. 200 – 500 larver, kan der udvikles en kronisk distomatose, med blodmangel, utrivelighed og afmagring. 
Køer, der inficeres af F. hepatica, dør ikke, men bliver afmagret og kan få forkalkning af galdegangene. Køerne får en nedsat mælkeydelse, op til 85 % reduktion, og leveren kan ikke anvendes ved slagtning. 
Leverbeskadigelsen giver endvidere får og kvæg større risiko for at udvikle fotosensibilitet, hvilket er en øget lysfølsomhed i huden. Ved lyspåvirkning kan dette resultere i beskadigelse af huden i form af sårdannelse. En tysk undersøgelse har vist, at op mod 80 % af tilfældene med fotosensibilitet hos kvæg, forekom hos køer med F. hepatica infektion. 
Mennesker kan blive inficeret af F. hepatica. Dette kan bl.a. ske ved at spise brøndkarse fra områder med leverikter samt at drikke urenset vand. Mennesker, med infektion af mange leveriktelarver, vil ligeledes få skader på levervævet og kan få feber, mavesmerter med diarre og opkast, samt udslæt og blodmangel. I Danmark ses infektioner ved mennesker sjældent. Desuden kan mennesker inficeres ved at spise rå lever fra et inficeret dyr, men sygdomsforløbet er anderledes. Dog er dette kun et problem i lande, hvor der er tradition for at spise rå lever. 
Svin kan blive inficeret, men er en såkaldt blindvært, og får kun infektionen hvis de afgræsser arealer, der har været brugt til afgræsning af kvæg eller får. Men da det i Danmark ikke er en typisk situation, er det ikke noget problem her.

## Diagnose, behandling og forebyggelse
Et F. hepatica angreb kan diagnosticeres ved at undersøge, om der er ikteæg i bl.a. afføringsprøver samt ved undersøgelser af galdekanalen.
Distomatose hos mennesker behandles medicinalt. Forebyggelse kan ske ved, at grønsager fra våde områder, der skal spises rå, vaskes med en opløsning af eddike eller kaliumpermanganat, som fjerner leveriktelarverne.
Inficerede dyr kan behandles med iktemidler, som renser dyrene for ikter og nedsætter risikoen for yderlig smitte. Forebyggelse kan ske ved, at man dræner våde områder, og dermed fjerner pytsnegle fra arealet. Samtidig kan grøfter og småpytter indhegnes, så dyrene holdes væk fra områder, hvor der er pytsnegle. 

## Udbredelse
Omkring 1970 var 16-17 % af alle slagtedyr i Danmark inficeret med F. hepatica. I løbet af 1970erne og 1980erne forsvandt leverikterne næsten helt, men er i løbet af 2000erne i vækst igen. I 2003 var 2,7 % af malkekvægene inficerede, mens det var 8,2 % af kødkvægene.
Da mellemværten pytsneglen lever i våde områder, er det hyppigst får og kvæg, der inficeres, da de færdes i sådanne områder – eksempelvis i de sydjyske ådale.
I andre lande, eksempelvis Sydfrankrig, Algeriet og på Cuba, er F. hepatica et problem for folkesundheden, bl.a. på grund af større forbrug af brøndkarse samt indtagelse af rå lever fra inficerede dyr. 

## Andre leverikter
- Dicoecolium dendriticum (den lille leverikte)
- Clonorchis sinensis (den kinesiske leverikte)

- Wikimedia Commons har flere filer relateret til Leverikte